# أوفلاج الثامن-إيه
```
أوفلاج الثامن-إيه
 
معسكر أسرى
 
حرب
 ألماني في 
الحرب العالمية الثانية
 يقع في مدينة 
برنتسلاو
، 
براندنبورغ
، 
93 كيلومتر (58
 
ميل)
 شمال 
برلين
.
```

يقع المخيم جنوب برنتسلاو مباشرة على الطريق الرئيسي المؤدي إلى برلين، وتم بناؤه في الأصل عام 1936 باعتباره ثكنات  لفوج المدفعية 38.  
تم افتتاحه كمخيم أسرى حرب في سبتمبر 1939 وكان يضم بشكل رئيسي ضباط بلجيكيين وبولنديين. تم تقسيم المخيم لقسمين: ليجر أ الذي يحتوي على أربع مجمعات للسجناء مكونة من ثلاثة طوابق، والإدارة والمقصف، وليجر ب الذي يحتوي على العديد من المرائب وورش العمل، والتي تم استخدام بعضها كسكن إضافي للسجناء. كان المخيم محاطًا بسياج مزدوج من الأسلاك الشائكة مع سبعة أبراج مراقبة. 
في مارس 1945 أسقطت قنبلتان من قبل طائرة روسية ضربت لكتلة ب مما أسفر عن مقتل ثمانية أسرى حرب، وإصابة عدة آخرين. تم تحرير المعسكر من قبل الجيش الأحمر صباح يوم 12 أبريل 1945. 